# Kaschtanowka (Kaliningrad, Selenogradsk)
Kaschtanowka (russisch Каштановка, deutsch Mollehnen) ist ein Ort in der russischen Oblast Kaliningrad. Er gehört zur kommunalen Selbstverwaltungseinheit Stadtkreis Selenogradsk im Rajon Selenogradsk.

## Geographische Lage
Kaschtanowka liegt zehn Kilometer südlich der Kreisstadt Selenogradsk (Cranz) und 17 Kilometer nördlich der Oblasthauptstadt Kaliningrad (Königsberg) an der russischen Fernstraße A 191 (ehemalige deutsche Reichsstraße 128). Auf sie trifft in Kaschtanowka eine aus östlicher Richtung von Nisowka (Nadrau) über Melnikowo (Rudau und Jaxen) kommende Nebenstraße und eine weitere aus östlicher Richtung von Krasnoflotskoje (Korben). Kaschtanowka ist Bahnstation an der Bahnstrecke Kaliningrad–Selenogradsk–Pionerski (Königsberg–Cranz–Neukuhren).

## Geschichte
Das einst Mollehnen genannte ehemalige Gutsdorf blickt auf das Gründungsjahr 1300 zurück. Bereits 1295 soll das Land Mollehnen vom Deutschen Orden dem samländischen Prußen Naudiote übertragen worden sein, das er als Belohnung für den Verrat des prußischen Bauernaufstandes erhielt. Im Jahre 1625 übernahm Johann Korsch als Kämmerer des Kammeramtes Laptau (heute russisch: Muromskoje) das gesamte Land, in der ersten Hälfte des 18. Jahrhunderts war es im Besitz der Familie von Auer, danach der Familie von Korff. Nach weiteren Eigentümerwechseln besaß es ab 1890/91 Leutnant Franz Schröter aus Königsberg (Kaliningrad), und Fritz Schröter gilt als  letzter deutscher Besitzer.
Im Jahre 1874 wurde der Gutsbezirk Mollehnen in den neu errichteten Amtsbezirk Laptau (Muromskoje) eingegliedert, der bis 1939 zum Landkreis Fischhausen, 1939 bis 1945 zum Landkreis Samland im Regierungsbezirk Königsberg der preußischen Provinz Ostpreußen gehörte.
Im Jahre 1910 zählte der Gutsort Mollehnen 137 Einwohnern. Am 1. Januar 1929 schloss sich Mollehnen mit dem Gutsbezirk Korben (heute russisch: Krasnoflotskoje) und der Landgemeinde Trentitten (Saizewo) zur neuen Landgemeinde Trentitten zusammen und gehörte jetzt zum Amtsbezirk Schugsten (Berjosowka).
Im Jahre 1945 wurde Mollehnen innerhalb des nördlichen Ostpreußen der Sowjetunion zugeordnet. Im Jahr 1947 erhielt der Ort den Namen Kaschtanowka und wurde gleichzeitig dem Dorfsowjet Melnikowski selski Sowet im Rajon Primorsk zugeordnet. Später gelangte der Ort in den Muromski selski Sowet. Von 2005 bis 2015 gehörte Kaschtanowka zur Landgemeinde Kowrowskoje selskoje posselenije und seither zum Stadtkreis Selenogradsk. 

## Kirche
Die seinerzeit mehrheitlich evangelischen Einwohner Mollehnens waren vor 1945 in das drei Kilometer nördlich gelegenen Kirchdorf Laptau (heute russisch: Muromskoje) eingepfarrt. Es gehörte zum Kirchenkreis Königsberg-Land II innerhalb der Kirchenprovinz Ostpreußen der Kirche der Altpreußischen Union. Heute liegt Kaschtanowka im Einzugsbereich der in den 1990er Jahren neu entstandenen evangelisch-lutherischen Gemeinde in Selenogradsk (Cranz), einer Filialgemeinde der Auferstehungskirche in Kaliningrad (Königsberg) innerhalb der Propstei Kaliningrad der Evangelisch-lutherischen Kirche Europäisches Russland.